# 恵那山トンネル

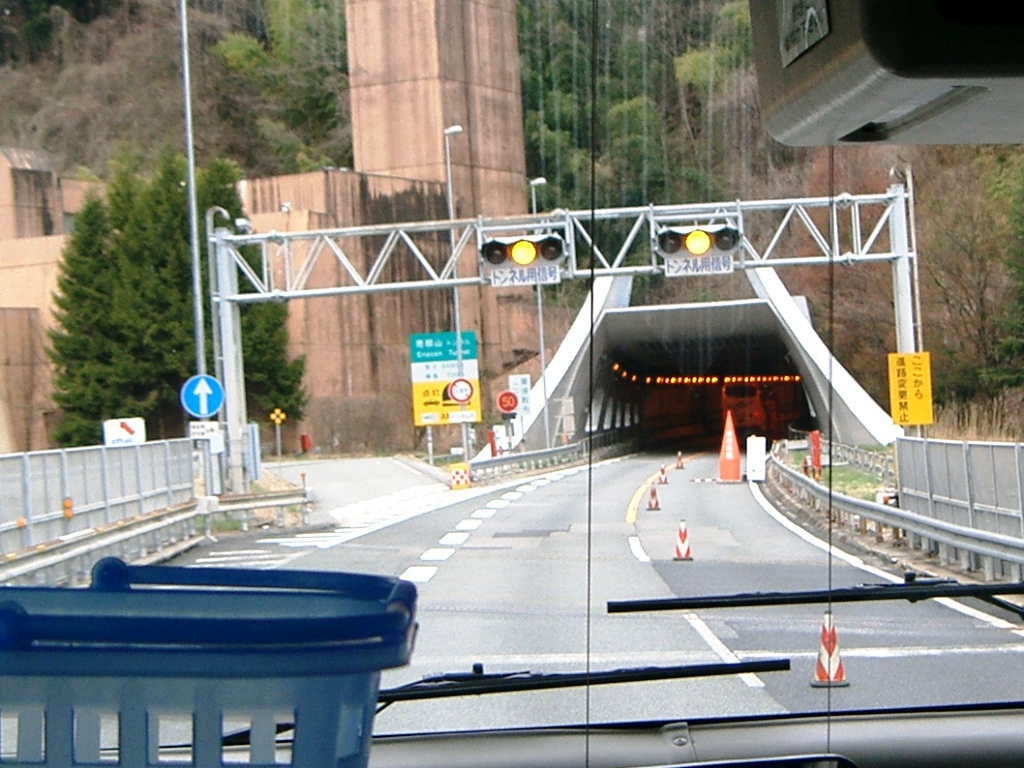
下り線坑口

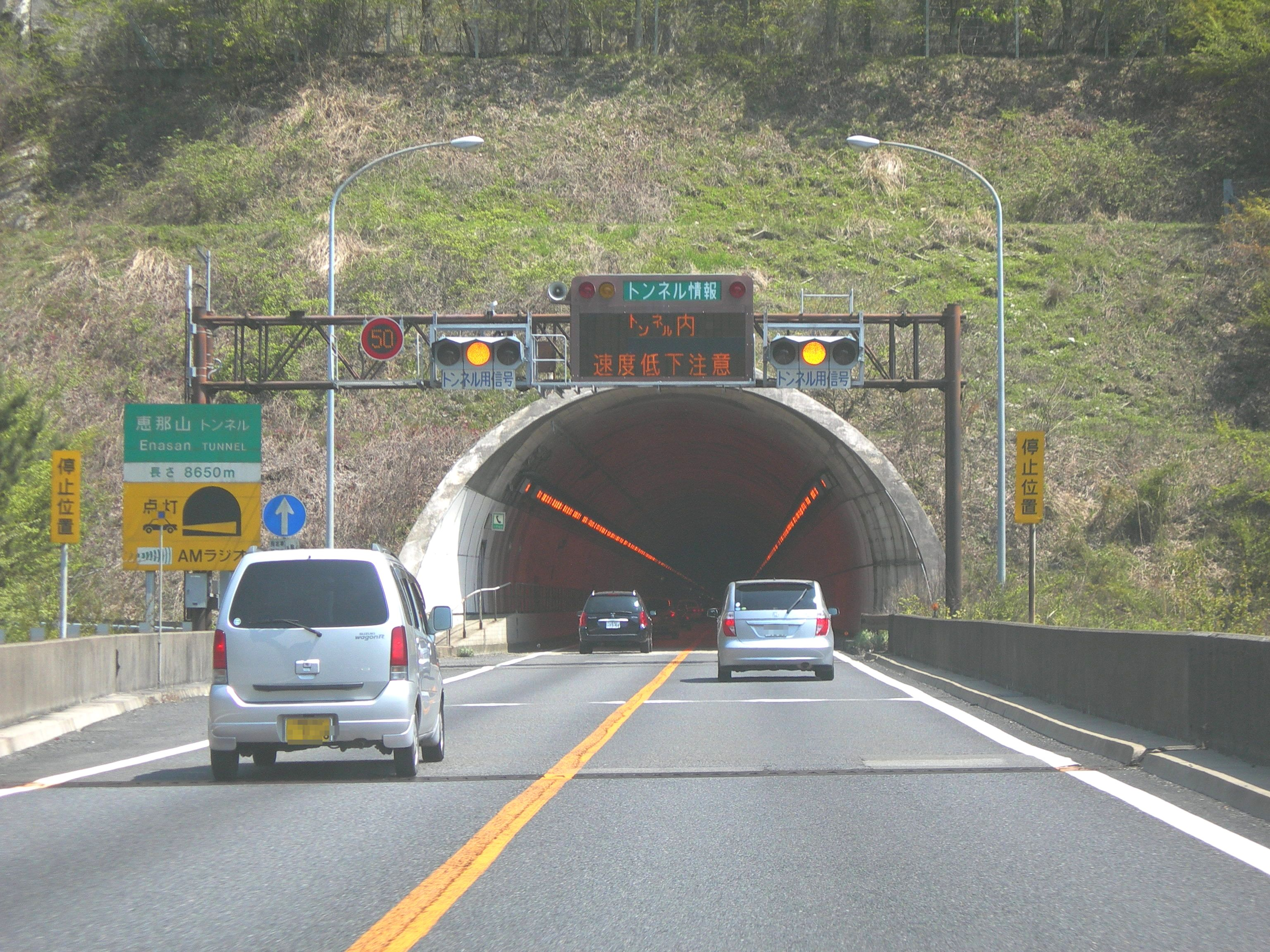
渋滞のため黄信号が点灯している上り線坑口

恵那山トンネル（えなさんトンネル）は、中央自動車道の園原IC - 中津川IC間にあり、長野県下伊那郡阿智村と岐阜県中津川市とを結ぶ、木曽山脈を貫く長大トンネルである。

## 概要
全長は上り線が8,649m、下り線が8,489m。1975年の開通当初は日本一長い道路トンネルで、世界でも2番目に長い道路トンネルであった。2021年2月現在は山手トンネル、関越トンネル、飛驒トンネル、東京湾アクアライン、栗子トンネルに次いで日本国内第6位の長さである。
1975年の開通当初は、一期（現在の下り線）トンネルにおいて対面通行（暫定2車線）で供用されており、当時の制限速度は40km/hであった。約10年後の1985年に二期（上り線）トンネルが完成し、上り線・下り線が別々のトンネルとなって片側2車線（完成4車線）となった。4車線となった現在でも、トンネル内は事故防止等の観点から車線変更禁止であり、制限速度も70km/hである。
なお換気方法の違いから、一期トンネルには天井板があり、高さ4.1m以上の車両は通行できなかったが、2012年12月に同じ中央道で発生した笹子トンネル天井板落下事故を受け、天井板を撤去した。これにより、2013年7月10日以降は高さ4.1m以上の車両も一期トンネルの通行が可能となった。
事故、火災、故障車発生などの緊急時に備え、上下線ともトンネル入口には信号機が設置されており、トンネル最直前の信号機の手前には赤信号の際の停止線がある。下り線手前の網掛トンネル下り線入口と上り線手前の神坂トンネル（上り線のみ）入口にも同様の信号機が設置されている。
トンネル内ではハイウェイラジオが放送されている。

## トンネル設備

### 一期（下り線）トンネル
1967年10月に着工、1975年8月に完成。総工費は約340億円。
建設当初の換気方式は横流方式となっていた。換気設備は東西それぞれの坑口とトンネル中間に立坑換気塔、斜坑換気塔の計4か所の換気所を設け、道路トンネルと並走する補助トンネルを通して道路トンネルの天井と側面から送風する。道路トンネルの天井部は送気ダクトと排気ダクトが区画されており、排気は天井部の排気ダクトから換気所へ送られる。
2012年に発生した笹子トンネル天井板崩落事故を受けて同様の構造を持つ天井板を撤去する動きが広がり、2013年に本トンネルもジェットファンを使った縦流換気方式となった。
防災設備としては5m間隔のスプリンクラー設備、消火栓、消火器を50mで1区画とする計173区画に設置されている。また、12m間隔で自動通報設備、50m間隔で手動通報設備が設置されている。
交通管理用に、200m間隔で監視カメラ、100m間隔で緊急時の放送に使われる拡声装置、9か所に車両間隔と速度を検知する通行状況監視装置が設置されている。
完成当初の恵那山トンネルと網掛トンネルをあわせた需要電力は約15,000kWと、大工場に匹敵する電力を必要とした。このためトンネルの東西より中部電力パワーグリッドの77,000V送電線を引き込み、この2系統を各換気所の変電設備で降圧している。また、万が一の全停電に備えて非常用自家発電設備も設けている。

### 二期（上り線）トンネル
1978年3月に着工、1985年3月に完成。総工費は約560億円。
換気方式は、オイルショックを受けて省エネルギー化のため研究・開発が進められた縦流方式となっている。途中6か所にジェットファンを設け、そのうち4か所は集塵機室での電気集塵機による煤煙処理、2か所は一期トンネルと同様に立坑換気塔または斜坑換気塔によって換気を行っている。これにより換気用の天井ダクトや補助トンネルを不要とし、換気所要電力を一期トンネル（横流方式）の半分以下に削減した。

## 通行制限
延長上り約8.6km、下り約8.5kmの長大トンネルであるため、危険物積載車両は恵那山トンネルを含む飯田山本IC - 中津川IC間で通行禁止となっている。これら車両は当該区間では国道256号の清内路峠のトンネルを利用して迂回する必要がある。このほか、岐阜県東濃地区から松本・長野方面へは国道19号、名古屋IC以西から飯田・甲府方面へは国道153号（名古屋市中心部からであれば、愛知県道60号 - 愛知県道6号（グリーンロード） - 国道153号）を経由するルートもある。

## 特別料金
関越トンネル（関越道）や飛驒トンネル（東海北陸道）と同様、建設費、維持管理費（月に約2,800万円）などの費用を要することから、恵那山トンネルを含む園原IC - 中津川IC間は恵那山特別区間として、距離単価が普通区間の1.6倍となっている。2024年（令和6年）4月1日から2034年（令和16年）3月31日までの予定で、ETC車に限り普通区間と同等の料金に引き下げられている。
- 2011年（平成23年）8月1日から2014年（平成26年）3月31日までの期間は、割引として、ETCの有無を問わず普通区間と同等の料金に値下げされていた[7]。
- ETC車に対する割引は、当初2014年（平成26年）4月1日から当面10年間との予定であった[8]が、割引が継続することとなった。

## 笹子トンネル崩落事故関連
2012年12月2日午前8時頃に発生した中央道上り線・笹子トンネルで発生した天井板落下事故を受けて、国土交通省は、笹子トンネルと同型のトンネルの緊急点検を地方整備局や各高速道路会社などの道路管理者に指示した。これを受けて、NEXCO中日本では自社管轄内にある同じ構造の一期トンネルを含め、4トンネルの緊急点検を行っている。一期トンネルでは3日から順次点検が行われた。
NEXCO中日本は、この緊急点検やその後の監視強化により本トンネルの安全性を確認したとしているが、利用者の不安を払拭するため、当初2014年度に計画していた天井板撤去工事を前倒しして、2013年3月中に撤去する方針を示した。しかしその後、関係機関との調整の結果、工事実施時期について、2013年5月連休明け以降の最も社会的影響が少ない時期に行うことを基本として、関係機関とあらためて協議・調整し決定すると発表した。その後、2013年5月10日にNEXCO中日本が同年6月20日から7月10日まで一期トンネル（下り線・名古屋方面）を通行止にして行うと発表された。この間、二期トンネル（上り線・長野、甲府方面）を利用しての暫定2車線対面通行規制となった。

## 沿革
- 1967年10月12日 : 一期トンネル着工。
- 1972年6月20日 : 恵那山トンネル・網掛トンネル区間4車線化施工命令。
- 1974年10月23日 : 一期トンネル貫通。
- 1975年8月23日 : 一期トンネル開通。
- 1978年3月21日 : 二期トンネル着工。
- 1983年3月7日 : 二期トンネル貫通。
- 1985年3月27日 : 二期トンネル開通、一期トンネルリフレッシュ工事開始。
- 1985年6月頃 : 一期トンネルリフレッシュ工事完了、完全4車線化。
- 2012年12月3日 : 中央道・上り線 笹子トンネル天井板崩落事故を受けて、恵那山トンネル下り線天井部分を緊急点検。
- 2013年6月20日 - 7月10日 : 下り線の天井板の撤去工事を実施。